# HMS Berkeley Castle (K387)
Za druge ladje glejte HMS Berkeley Castle.
HMS Berkeley Castle (K387) je bila korveta razreda castle Kraljeve vojne mornarice.
Med drugo svetovno vojno je opravljala zaščito in spremstvo ladijskih konvojev.